# Lesotho Paramilitary Forces FC
El LPF Maseru es un equipo de fútbol de Lesoto que juega en la Tercera División de Lesoto, la tercera liga de fútbol más importante del país.

## Historia
Fundado en la capital Maseru, es el club que representa a las Fuerzas Paramilitares de Lesoto, por lo que su mayoría de jugadores son soldados en ejercicio. Han lograro ganar dos títulos de la Primera División de Lesoto y un título de copa, todos conseguidos en la década de los años 1980s.
A nivel internacional han participado en 3 torneos continentales, en los cuales su mejor participación ha sido en la Copa Africana de Clubes Campeones 1984, en la cual superaron la ronda preliminar y fueron eliminados por el Nkana Red Devils de Zambia.

## Palmarés
- Primera División de Lesoto: 2

1983, 1984
- Copa de Lesoto: 1

1985

## Rivalidades
El principal rival de LPF es el RLDF, equipo también integrado por soldados del ejército y que también juegan en la capital Maseru.

## Participación en competiciones de la CAF
| Temporada | Torneo                            | Ronda      | Club                | Casa | Visita | Global |
| --------- | --------------------------------- | ---------- | ------------------- | ---- | ------ | ------ |
| 1984      | Copa Africana de Clubes Campeones | Preliminar | Township Rollers FC | 2-0  | 1-1    | 3-1    |
| 1984      | Copa Africana de Clubes Campeones | 1          | Nkana Red Devils    | 0-1  | 0-5    | 0-6    |
| 1985      | Copa Africana de Clubes Campeones | Preliminar | Highlanders Lobamba | 2-0  | 1-4    | 3-4    |
| 1986      | Recopa Africana                   | Preliminar | Fortior Mahajanga   | 0-0  | 2-3    | 2-3    |